# Gadány
Gadány es un pueblo ubicado en el distrito de Marcali, en el condado de Somogy, Hungría.

## Superficie
Posee una superficie de 19,70 kilómetros cuadrados.

## Demografía
Hasta 2019 la población era de 335 habitantes, con una densidad de población de 17,01 habitantes por kilómetro cuadrado.